# Cam Nghĩa (xã)
Cam Nghĩa là một xã cũ thuộc huyện Cam Lộ, tỉnh Quảng Trị, Việt Nam.

## Lịch sử
Ngày 16 tháng 6 năm 2025, Ủy ban Thường vụ Quốc hội ban hành Nghị quyết số 1680/NQ-UBTVQH15 về việc sắp xếp các đơn vị hành chính cấp xã của tỉnh Quảng Trị năm 2025. Theo đó, sắp xếp toàn bộ diện tích tự nhiên, quy mô dân số của các thị trấn Cam Lộ, xã Cam Thành, xã Cam Chính, xã Cam Nghĩa thành xã mới có tên gọi là xã Cam Lộ.

## Địa lý
Xã Cam Nghĩa có diện tích 55,36 km², dân số năm 1999 là 5.142 người, mật độ dân số đạt 93 người/km².

## Hành chính
Xã Cam Nghĩa được chia thành 12 thôn: Bảng Đông, Bảng Sơn, Bảng Sơn 3, Cam Lộ Phường, Cu Hoan, Định Sơn, Hoàn Cát, Nghĩa Phong, Phương An 1, Phương An 2, Quật Xá, Thượng Nghĩa.